# Andrena alfkenelloides
Andrena alfkenelloides är en biart som beskrevs av Warncke 1965. Andrena alfkenelloides ingår i släktet sandbin, och familjen grävbin. Inga underarter finns listade i Catalogue of Life.